# Agencja Wydawniczo-Reklamowa „Wprost”
Agencja Wydawniczo-Reklamowa „Wprost” (AWR „Wprost”) – polskie wydawnictwo z siedzibą w Warszawie, założone w 1990 jako spółka z ograniczoną odpowiedzialnością. Powstało jako przedsiębiorstwo rodzinne, prezesem był Marek Król (60% udziałów), dyrektorem marketingu Paulina (żona Marka – 10% udziałów), wiceprezesem i dyrektorem generalnym Amadeusz (syn Marka i Pauliny – 10% udziałów), zaś ich córka Celestyna była kierowniczką projektu WiK. Wartość spółki wyceniana była w 2005 roku na 204 mln zł (według Listy 100 najbogatszych Polaków „Wprost” 2005).
28 grudnia 2009 80% udziałów w AWR „Wprost” za ponad 8 mln zł kupiła Platforma Mediowa Point Group.

## Portfolio
- „Wprost” – jeden z najpopularniejszych tygodników opinii w Polsce
- „WiK – Wprost i Kultura” – zakupiony w 2004 r. bezpłatny dodatek (początkowo – miesięcznik, od 2005 r. – dwutygodnik) do warszawskiego wydania „Wprost”; ma również osobno sprzedawaną wersję anglojęzyczną; planowane są kolejne edycje lokalne
- „WiK English Edition” – miesięcznik wydawany w języku angielskim, przeznaczony dla obcokrajowców przebywających w Polsce. Dystrybuowany na terenie Warszawy; pierwszy numer ukazał się w styczniu 2006 r.
- „Mój Pies” – miesięcznik dla miłośników zwierząt, zakupiony w 1995 r.
- serwisy internetowe Wprost Online, 25 lat „Wprost” (archiwalny), InfoTuba, Gover, Blogbox, WiK, Psy.pl, Koty.pl, Ludzie Wprost, Rankingi, Złote Strony, E-wydania

## Tytuły wydawane w przeszłości
- „Business Week” – początkowo miesięcznik, od 2004 r. dwutygodnik ekonomiczny na licencji McGraw Hill, wydawany w latach 2000–2006
- „Pani” – miesięcznik kobiecy, zakupiony w 2003 r. od Edipresse Polska, sprzedany w 2005 r. wydawnictwu Bauer
- „Rejs” – miesięcznik dla miłośników sportów wodnych, zakupiony w 2004 r., zamknięty w 2005 r.

## Serwisy internetowe

### InfoTuba
Serwis działający w sieci od kwietnia 2008 r. Redakcja serwisu mieści się na 26 piętrze budynku Millennium Plaza przy Al. Jerozolimskich 123a w Warszawie. Założeniem serwisu jest szerzenie idei dziennikarstwa obywatelskiego, które jest alternatywą dla profesjonalnych mass mediów. Portal skupia się głównie na lokalnych informacjach i problemach poszczególnych miast i regionów. Oprócz tradycyjnego dodawania i komentowania tekstów, użytkownicy InfoTuby mogą przesyłać swoje artykuły za pomocą MMS-ów i dodawać komentarze głosowe.

#### Działy
- Wydarzenia
- Gospodarka
- Kultura
- Media
- Nauka
- Sport
- Społeczeństwo
- Styl życia

### Gover
Serwis informacyjny typu watch dog, Gover.pl to zbiór informacji na temat posłów i ich działalności w Sejmie. Użytkownicy mają możliwość dowiedzenia się m.in., jak głosowali posłowie podczas posiedzeń sejmowych, przeczytać treść ich wystąpień, skontrolować listę obecności w sali sejmowej, poznać biografie polityków, czytać wpisy na oficjalnych blogach, zapoznać się z ich oświadczeniami majątkowymi. Część informacji publikowanych w Gover.pl to oficjalnie potwierdzone dane przez polski parlament. W tworzeniu serwisu pomaga Instytut Jagielloński, który przygotowuje raporty monitorujące działania władz oraz analizy projektów ustaw.

#### Działy
- Aktualności
- Prace Sejmu
- Kluby i Koła
- Posłowie
- Publikacje

### Blogbox
Polski agregator i biblioteka blogów, Blogbox zbiera w jednym miejscu najciekawsze blogi, znajdujące się w sieci, pogrupowane w kategorie ułatwiające internautom dotarcie do interesujących ich treści. Oprócz standardowego podziału blogów można znaleźć tam także grupy użytkowników i sieć społeczną. Dodatkowo użytkownicy Blogbox mogą korzystać z forum, podzielonego jak cały serwis na kategorie: polityka, ekonomia, kultura, media, nauka, technologia, sport, rozrywka oraz życie. Aby dodać blog (swój lub kogoś) do katalogu, należy go zgłosić poprzez specjalną zakładkę. To czy zostanie on dołączony zależy od samych internautów, którzy mogą oddawać na niego głosy za lub przeciw. Blog, który uzyska wymaganą przewagę opinii pozytywnych zostaje dodany do zasobów serwisu.